# Pierre Millière

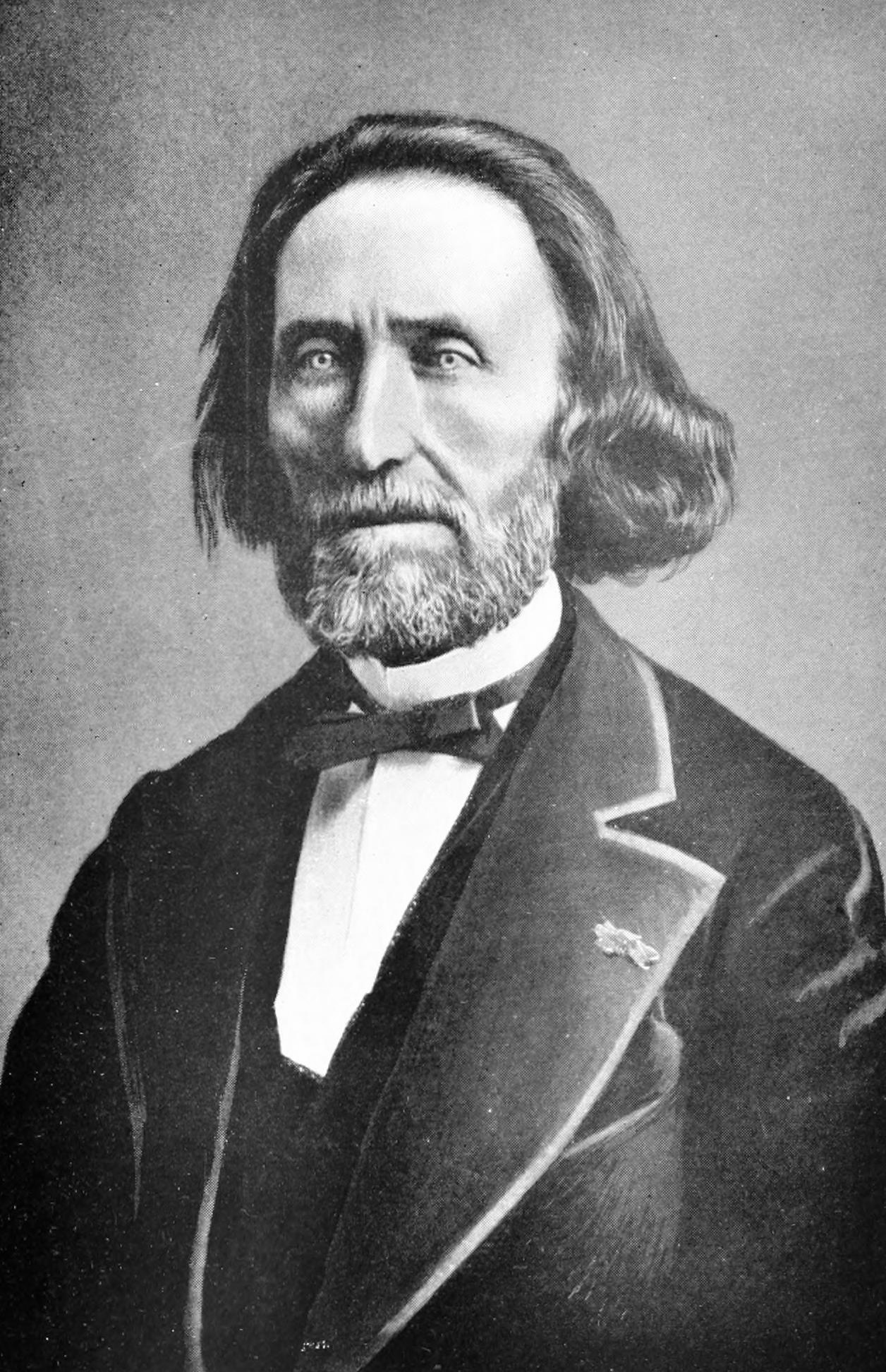

Pierre Millière (* 1. Dezember 1811 in Saint-Jean-de-Losne, Frankreich; † 29. Mai 1887 in Cannes) war ein französischer Entomologe.

## Leben und Wirken
Als ausgebildeter Apotheker widmete er sich seinem Hobby, den Schmetterlingen. Im Rahmen seiner wissenschaftlichen Arbeiten veröffentlichte Millière zwischen 1859 und 1874 insgesamt 35 Ausgaben (gesammelt in 3 Bänden) von Iconographie et description de Chenilles et Lépidoptères inédits. Paris, F. Savy.
Seine Sammlungen von Großschmetterlingen und Zünslern werden im Palais Coburg in Wien aufbewahrt. Die Kleinschmetterlingsammlung ist zum größten Teil im Muséum national d’histoire naturelle, dem staatlichen Naturkundemuseum von Paris untergebracht, ein kleiner Teil befindet sich auch im Naturkundlichen Museum von Leiden.

## Mitgliedschaften
1843 wurde Millière von Pèdre Ormancey als Mitglied Nummer 285 der Société Cuvierienne vorgestellt.